# تا ابد جوان (فیلم ۲۰۲۳)
تا ابد جوان (انگلیسی: Forever Young) یک فیلم عاشقانه علمی-تخیلی بریتانیایی است که در سال ۲۰۲۳ منتشر شد.

## گزیدهٔ بازیگران
- دایانا کوئیک
- برنارد هیل
- استفانی بیچام
- جولیان گلاور